# Vladimir Litchoutine
 (septembre 2013).
Si vous disposez d'ouvrages ou d'articles de référence ou si vous connaissez des sites web de qualité traitant du thème abordé ici, merci de compléter l'article en donnant les références utiles à sa vérifiabilité et en les liant à la section « Notes et références ».
Vladimir Vladimirovitch Litchoutine (Влади́мир Влади́мирович Личу́тин), né le 13 mars 1940 à Mezen dans l'oblast d'Arkhangelsk, est un écrivain russe, chantre de la nature, dont le sujet de prédilection est la campagne russe des bords de la mer Blanche.

## Biographie
Il naît à Merzen au bord de la mer Blanche dans la famille d'un instituteur qui meurt peu après pendant la Grande Guerre patriotique (1941-1945) et sa mère doit donc élever seule ses quatre enfants.
Litchoutine termine en 1960 l'école technique forestière puis entre en 1962 à la faculté de journalisme de l'université de Léningrad. Il retourne ensuite dans sa région natale pour travailler à la rédaction du journal local d'Arkhangelsk Pravda Severa (La Pravda (= Vérité) du Nord) En 1975, il prend des cours de spécialisation auprès de la formation de l'union des écrivains soviétiques.
Il déménage alors à Moscou, tout en continuant à se rendre régulièrement dans sa région natale dont il incorpore le folklore, les dialectes et les façons de parler dans ses récits. Il passe également du temps à partir de la fin du siècle dans sa datcha de l'oblast de Riazan, toujours à l'écoute de la nature et de l'âme profonde des gens qu'il rencontre.

## Œuvres
- Иона и Александра [Iona et Alexandra] // in: Le Nord «Север», 1973, №2
- Белая горница [La Montagne blanche], 1973
- Долгий отдых [Le Long repos] // «Север», 1974, №10-12, отд. изд. — 1977
- Время свадеб [Le Temps des mariages], 1975
- Золотое дно [Fond d'or], 1976
- Бабушки и дядюшки [Grands-mères et oncles] // in: L'Amitié des peuples «Дружба народов», 1976, №6
- Душа горит [L'Âme qui brûle], 1978
- Последний колдун [Le Dernier sorcier], 1980
- Повести [Nouvelles], 1980
- Крылатая Серафима [Séraphima l'Ailée], 1981
- Домашний философ [Le Philosophe en chambre], 1983
- Повести о любви [Récits à propos de l'amour], 1985
- Дивись — гора [Regarde, c'est la montagne], 1986
- Скитальцы [Les découvreurs], 1986
- Любостай, 1987
- Раскол [La Rupture], 1997
- Душа неизъяснимая [Une âme inexplicable], 2000
- Миледи Ротман [Milady Rothman], 2001
- Беглец из рая [Le Fugitif du paradis], 2005
- Река любви [Fleuve d'amour], 2010
- Убить скорпиона [Tuer le scorpion], 2012

## Distinctions
- Grand prix de littérature de Russie en 2006, pour son roman Le Fugitif du paradis
- Prix Iasnaïa Poliana en 2009, pour son roman La Rupture
- Prix Bounine en 2011, pour son récit Le Fleuve d'amour
- Prix du gouvernement de la fédération de Russie en 2011, pour son livre La Rupture
- Prix Delvig d'or en 2012, pour Une âme inexplicable